# A2 zone Rosmalen-Zuid
A2 zone Rosmalen Zuid is een woonwijk in 's-Hertogenbosch, in de Nederlandse provincie Noord-Brabant,  behorend tot stadsdeel Rosmalen Zuid. De wijk ligt in het westen van de plaats Rosmalen. De wijk telt 170 inwoners.
De wijk ligt ten oosten van de A2 en ten noorden van de Bedrijventerrein De Brand. In het oosten grenst de wijk aan Maliskamp West. In het noorden grenst de wijk aan A2 zone Rosmalen Noord. De Spoorlijn Tilburg - Nijmegen scheidt deze twee wijken van elkaar.
Het Máximakanaal stroomt door deze wijk. Knooppunt Hintham bevindt zich in deze wijk, evenals het hoofdkantoor van Heijmans NV.

## Aangrenzende wijken
| Aangrenzende wijken        | Aangrenzende wijken      | Aangrenzende wijken                                    | Aangrenzende wijken | Aangrenzende wijken |
| -------------------------- | ------------------------ | ------------------------------------------------------ | ------------------- | ------------------- |
|                            |                          | A2-zone Rosmalen Noord                                 |                     |                     |
|                            |                          |                                                        |                     |                     |
| Hintham Noord Hintham Zuid | Molenhoek Maliskamp West |                                                        |                     |                     |
|                            |                          |                                                        |                     |                     |
|                            |                          | Bedrijventerrein De Brand Gemeente Sint-Michielsgestel |                     |                     |